# Dunakorzó (Budapešť)
Dunakorzó je ulice v hlavním městě Maďarska, Budapešti. Leží v samotném středu města, v pátém obvodě. Jedná se o promenádu nad nábřežím Jane Haining. Spojuje náměstí Eötvös tér na dunajském břehu s Petőfiho náměstím u Alžbětina mostu. Je dlouhé cca 600 metrů.

## Název
Název v češtině doslova znamená Dunajské korzo. Obdobně jsou pojmenovány hlavní třídy pro pěší v řadě dalších měst, např. v Subotici (Korzo (Subotica)) nebo Rijece (Korzo (Rijeka)).

## Historie
V prostoru dnešní ulice se nacházel až do poloviny 19. století neregulovaný dunajský břeh. Prázdný prostor zde vyobrazuje např. historická mapa z roku 1837. V 50. a 60. letech (také po zkušenosti s dunajskou povodní) byl celý břeh veletoku zregulován a přestavěn a vzniklo i současné nábřeží.
Na historické mapě z roku 1872 je rozděleno na dvě částí: horní a dolní dunajské nábřeží (maďarsky Alsó Duna sor, Felső Duna sor). Později bylo přejmenováno (včetně rušné ulice níže) podle Františka Josefa I. (maďarsky Ferenc József rakpart). Tento název se nezměnil ani po první světové válce. Později byla ulice přejmenována po válce druhé světové. Rekonstrukce byla uskutečněna v 70. letech 20. století a v souvislosti s tím zde vznikly i moderní hotely. V 21. století byla diskutována další úprava komunikace, redukce automobilové dopravy a případné přemístění tramvajové trati.

## Doprava
Jedná se o pěší zónu s výhledem na budínský hrad oblíbenou především u návštěvníků města. Automobilová doprava zde je vyloučena. Na třídu je veřejnou dopravou možný přístup pomocí navazujících tramvajových zastávek. Souběžně s ulicí je vedena tramvajová trať.

## Významné objekty
- InterContinental Budapest
- Státní kontrolní úřad
- Vigadó tér
- Socha Williama Shakespeara
- hotel Mariott